# Арлуно
Арлуно (итал. Arluno) је насеље у Италији у округу Милано, региону Ломбардија.
Према процени из 2011. у насељу је живело 10362 становника. Насеље се налази на надморској висини од 155 м.

## Становништво
| 1931. | 1936. | 1951. | 1961. | 1971. | 1981. | 1991. | 2001. | 2011.  |
| ----- | ----- | ----- | ----- | ----- | ----- | ----- | ----- | ------ |
| 5.551 | 5.674 | 6.293 | 7.060 | 8.016 | 8.547 | 8.922 | 9.815 | 11.495 |